# Ruda, Liuboml
Ruda (în ucraineană Руда́) este un sat în comuna Hvorostiv din raionul Liuboml, regiunea Volînia, Ucraina.

## Demografie
Componența lingvistică a localității Ruda
     Ucraineană (98,46%)
     Rusă (1,37%)
Conform recensământului din 2001, majoritatea populației localității Ruda era vorbitoare de ucraineană (98,46%), existând în minoritate și vorbitori de rusă (1,37%).